# Aphonoides pubescens
Aphonoides pubescens är en insektsart som beskrevs av Lucien Chopard 1940. Aphonoides pubescens ingår i släktet Aphonoides och familjen syrsor. Inga underarter finns listade i Catalogue of Life.